# Alps Marítims
Els Alps Marítims (06) (en francès Alpes-Maritimes i en occità Aups Maritims) és un departament francès situat a la regió Provença-Alps-Costa Blava. La seva capital és Niça.

## Geografia
El departament és situat en el sud-est de França. Limita al nord i a l'est amb Itàlia (Piemont i Ligúria), al sud amb la mar Mediterrània, al sud-oest amb el Var i al nord-oest amb els Alps de l'Alta Provença.

## Història
Un primer departament dels Alps Marítims existí de 1793 a 1814. Amb capital a Niça, els seus límits diferien dels actuals, ja que incloïen el Principat de Mònaco i la ciutat italiana de Sanremo, però no el districte de Grasse, aleshores pertanyent al departament de Var.
El departament actual es creà l'any 1860 arran de la incorporació del Comtat de Niça a l'Imperi francès.
L'any 1947, amb la signatura del tractat de París, les localitats italianes de Tende i La Brigue, passaren a sobirania francesa i s'incorporaren al departament dels Alps Marítims.

## Administració
Un prefecte nomenat pel govern francès és l'alta representació estatal i un consell de 54 membres escollits per sufragi universal nomena un president, que deté el poder executiu.
El departament és dividit en 2 districtes, 27 cantons, 7 estructures intercomunals i 163 comunes.